# 乙胺
乙胺是两个碳的胺类。无色气体，具类似氨的强烈气味，几乎与所有溶剂混溶，具胺特征性的弱碱性。在化工和有机合成有广泛应用。

## 合成
大规模制备方法有两种，一是用乙醇和氨在氧化物催化下反应合成：
CH3CH2OH  +  NH3   →  CH3CH2NH2  +  H2O
副产二乙胺和三乙胺。工业上三种化合物的每年总产量约8000万千克。
也可由乙醛的还原胺化得到：
CH3CHO  +  NH3  +  H2   →  CH3CH2NH2  +  H2O
其他乙胺制法大多不适于工业。如用乙烯或氨在氨基钠（或相关碱）作用下反应：
H2C=CH2  +  NH3  →  CH3CH2NH2
乙腈、乙酰胺和硝基乙烷的氢化也可得乙胺。还原剂可为计量的氢化铝锂。此外卤代乙烷（如氯乙烷、溴乙烷）与氨在强碱（如氢氧化钾）存在下行亲核取代也可得乙胺，但会产生大量多乙基化的副产物。
CH3CH2Cl + NH3 +  KOH  →   CH3CH2NH2 + KCl + H2O

## 反应和应用
乙胺可发生烷基伯胺的典型反应如酰化和质子化。与磺酰氯反应得到的磺胺经氧化可得二乙基二亚胺（EtN=NEt）。 乙胺还可被高锰酸钾氧化为乙醛。
乙胺如同其他低级伯胺是金属锂的良好溶剂，溶解后产生 [Li(RNH2)4]+ 和溶剂合电子，溶液蒸发后又得回金属锂。此类溶液用于Birch还原反应中还原萘 和炔等不饱和有机物。
乙胺用于制取草脱净和西玛嗪等除草剂。也见于橡胶制品。